# Le Brise-cœur (émission de télévision)
Pour le film américain du même nom, voir Le Brise-cœur.
Le Brise-cœur est une émission de télévision présentée par Sandrine Quétier, diffusée sur France 2 en 2004.
C'est un jeu type L'Île de la tentation, reposant sur un acteur qui joue un faux célibataire jusqu'au bout de l'émission. 
Un « brise-cœur » (le faux célibataire) essaye de faire croire à l’intéressé(e) qu'il/elle recherche l'amour. Si l’intéressé(e) repart avec le brise-cœur, il/elle perd un voyage et l'offre au brise-cœur.
L'émission est diffusée de 18 h jusqu'à 18 h 45.

## Critiques
Nombreux sont les téléspectateurs qui jugeaient que cette émission ne convenait pas tout à fait à France 2, bien qu'elle ne montrât pas du tout de moments osés. (TF1 diffusait L'Île de la tentation depuis 2002). L'émission fut un échec et n'eut qu'une seule saison.